# Giovanni Faloci
Giovanni Faloci (Umbertide, 13 ottobre 1985) è un discobolo italiano.
I suoi migliori risultati internazionali sono stati il 2º posto all'Universiade di Kazan 2013 e il 4º posto nella finale A degli Europei a squadre di Leiria 2009.

## Biografia
Più volte nazionale italiano, nel 2009 fu costretto a rinunciare ai campionati del mondo di Berlino a causa di un infortunio.
L'8 giugno 2011, a Tarquinia, migliorò il proprio primato personale di oltre un metro e, con la misura di 63,89 metri, si confermò al nono posto nelle liste italiane di sempre.
Il 29 giugno 2012 prese parte ai campionati europei di Helsinki 2012, dove si fermò al turno di qualificazione, classificandosi ventiseiesimo con un lancio a 57,67 metri.
Il 6 giugno 2013, sempre a Tarquinia, migliorò il suo primato personale portandolo a 64,77 m, scalando la classifica italiana di tutti i tempi fino a raggiungere il quinto posto.
Pochi giorni dopo riuscì a vincere il Memorial Primo Nebiolo con un lancio di 62,82 metri.
Il 12 agosto 2014 concluse ventitreesimo ai campionati europei di Zurigo con la misura di 59,04 metri.
Tra il 25 e il 27 giugno 2021 ai campionati italiani assoluti di Rovereto vince il titolo e il 29 giugno a Spoleto, realizza la misura di 67,36 riuscendo a qualificarsi ai Giochi olimpici estivi di Tokyo 2020, nell'ultimo giorno utile. Nell'occasione migliorò il proprio primato personale, diventando il secondo italiano di sempre.
Il 20 giugno 2024, con la partecipazione ai Campionati Italiani, conclusa in terza posizione, annuncia il proprio ritiro dall'attività agonistica.

## Progressione
| Stagione | Misura  | Luogo                    | Data      | Rank mond. |
| -------- | ------- | ------------------------ | --------- | ---------- |
| 2023     | 61,79 m | Donnas                   | 16-7-2023 |            |
| 2022     | 61,65 m | Latina                   | 24-4-2022 |            |
| 2021     | 67,36 m | Spoleto                  | 22-6-2021 |            |
| 2020     | 61,87 m | Padova                   | 29-8-2020 |            |
| 2019     | 65,30 m | Latina                   | 6-7-2019  |            |
| 2018     | 64,19 m | Tarquinia                | 13-6-2018 |            |
| 2017     | 63,66 m | San Benedetto del Tronto | 21-5-2017 |            |
| 2016     | 60,58 m | Leiria                   | 30-4-2016 |            |
| 2015     | 62,50 m | Tarquinia                | 21-5-2015 |            |
| 2014     | 62,07 m | Donnas                   | 13-7-2014 |            |
| 2013     | 64,77 m | Tarquinia                | 4-6-2013  |            |
| 2012     | 64,24 m | Tarquinia                | 27-5-2012 |            |
| 2011     | 63,89 m | Tarquinia                | 9-6-2011  |            |
| 2010     | 62,19 m | Viterbo                  | 19-6-2010 |            |
| 2009     | 62,56 m | Fabriano                 | 16-5-2009 |            |
| 2008     | 61,19 m | Viterbo                  | 10-6-2008 |            |
| 2007     | 58,52 m | Roma                     | 10-2-2007 |            |
| 2006     | 57,51 m | Spoleto                  | 23-6-2006 |            |
| 2005     | 58,28 m | Falconara                | 8-10-2005 |            |

## Palmarès
| Anno | Manifestazione           | Sede           | Evento           | Risultato | Misura  | Note |
| ---- | ------------------------ | -------------- | ---------------- | --------- | ------- | ---- |
| 2007 | Europei under 23         | Debrecen       | Lancio del disco | 7º        | 55,84 m |      |
| 2011 | Universiadi              | Shenzhen       | Lancio del disco | 7º        | 60,27 m |      |
| 2011 | Giochi mondiali militari | Rio de Janeiro | Lancio del disco | 4º        | 59,52 m |      |
| 2012 | Europei                  | Helsinki       | Lancio del disco | 25º (q)   | 57,67 m |      |
| 2013 | Giochi del Mediterraneo  | Mersin         | Lancio del disco | 5º        | 60,21 m |      |
| 2013 | Universiadi              | Kazan'         | Lancio del disco | Argento   | 62,23 m |      |
| 2013 | Mondiali                 | Mosca          | Lancio del disco | 28º (q)   | 57,54 m |      |
| 2014 | Europei                  | Zurigo         | Lancio del disco | 23º (q)   | 59,04 m |      |
| 2018 | Giochi del Mediterraneo  | Tarragona      | Lancio del disco | 4º        | 60,16 m |      |
| 2018 | Europei                  | Berlino        | Lancio del disco | 21º (q)   | 59,27 m |      |
| 2019 | Mondiali                 | Doha           | Lancio del disco | 30º (q)   | 59,67 m |      |
| 2021 | Giochi olimpici          | Tokyo          | Lancio del disco | 29º (q)   | 57,33 m |      |
| 2022 | Giochi del Mediterraneo  | Orano          | Lancio del disco | 10º       | 57,30 m |      |

## Campionati nazionali
- 7 volte campione italiano nel lancio del disco (2011, 2013, 2018, 2019, 2020, 2021, 2023)
- 7 volte campione italiano invernale[8][9] nel lancio del disco (2009, 2010, 2012, 2016, 2017, 2019, 2023)
- 3 volte Campione italiano under 23 nel lancio del disco (2005/2007)

2005
- Oro ai Campionati italiani under 23, lancio del disco - 57,49 m
- 7º ai Campionati italiani assoluti, lancio del disco - 51,42 m

2006
- Argento ai Campionati italiani under 23, getto del peso - 16,59 m
- 10º ai Campionati italiani assoluti indoor, getto del peso - 15,96 m
- 4º ai Campionati italiani invernali di lanci, lancio del disco - 54,37 m
- 6º ai Campionati italiani assoluti, getto del peso - 16,84 m
- 5º ai Campionati italiani assoluti, lancio del disco - 56,10 m
- Argento ai Campionati italiani under 23, getto del peso - 16,51 m
- Oro ai Campionati italiani under 23, lancio del disco - 54,38 m

2007
- Argento ai Campionati italiani under 23, getto del peso - 16,33 m
- 7º ai Campionati italiani assoluti indoor, getto del peso - 16,08 m
- Argento ai Campionati italiani invernali di lanci, lancio del disco - 56,93 m
- Argento ai Campionati italiani under 23, getto del peso - 16,13 m
- Oro ai Campionati italiani under 23, lancio del disco - 57,16 m
- 5º ai Campionati italiani assoluti, lancio del disco - 55,72 m

2008
- Bronzo ai Campionati italiani invernali di lanci, lancio del disco - 56,34 m
- Bronzo ai Campionati italiani assoluti, lancio del disco - 58,77 m

2009
- Oro ai Campionati italiani invernali di lanci, lancio del disco - 60,38 m
- 4º ai Campionati italiani assoluti, lancio del disco - 56,34 m

2010
- Oro ai Campionati italiani invernali di lanci, lancio del disco - 61,09 m
- Bronzo ai Campionati italiani assoluti, lancio del disco - 58,66 m

2011
- Argento ai Campionati italiani invernali di lanci, lancio del disco - 56,35 m
- Oro ai Campionati italiani assoluti, lancio del disco - 59,05 m

2012
- Oro ai Campionati italiani invernali di lanci, lancio del disco - 59,95 m
- Argento ai Campionati italiani assoluti, lancio del disco - 58,48 m

2013
- Argento ai Campionati italiani invernali di lanci, lancio del disco - 58,54 m
- Oro ai Campionati italiani assoluti, lancio del disco - 62,56 m

2014
- Argento ai Campionati italiani assoluti, lancio del disco - 61,04 m

2015
- Argento ai Campionati italiani invernali di lanci, lancio del disco - 58,56 m
- Argento ai Campionati italiani assoluti, lancio del disco - 59,61 m

2016
- Oro ai Campionati italiani invernali di lanci, lancio del disco - 59,52 m
- 5º ai Campionati italiani assoluti, lancio del disco - 54,39 m

2017
- Oro ai Campionati italiani invernali di lanci, lancio del disco - 59,52 m
- Argento ai Campionati italiani assoluti, lancio del disco - 59,16 m

2018
- Argento ai Campionati italiani invernali di lanci, lancio del disco - 56,92 m
- Oro ai Campionati italiani assoluti, lancio del disco - 61,53 m

2019
- Oro ai Campionati italiani invernali di lanci, lancio del disco - 60,96 m
- Oro ai Campionati italiani assoluti, lancio del disco - 59,92 m

2020
- Oro ai Campionati italiani assoluti, lancio del disco - 61,87 m

2021
- Bronzo ai Campionati italiani invernali di lanci, lancio del disco - 57,86 m
- Oro ai Campionati italiani assoluti, lancio del disco - 60,10 m

2022
- Bronzo ai Campionati italiani invernali di lanci, lancio del disco - 56,15 m
- Bronzo ai Campionati italiani assoluti, lancio del disco - 58,78 m

2023
- Oro ai Campionati italiani invernali di lanci, lancio del disco - 57,89 m
- Oro ai Campionati italiani assoluti, lancio del disco - 59,10 m

2024
- Bronzo ai campionati italiani assoluti (La Spezia), lancio del disco - 59,75 m

## Altre competizioni internazionali
2009
- 10º in Coppa Europa invernale di lanci ( Los Realejos), lancio del disco - 59,74 m[10]
- 4º agli Europei a squadre ( Leiria), lancio del disco - 59,77 m

2010
- 9º in Coppa Europa invernale di lanci ( Arles), lancio del disco - 59,87 m[11]

2011
- 7º in Coppa Europa invernale di lanci ( Sofia), lancio del disco - 57,87 m[12]
- 9º agli Europei a squadre ( Stoccolma), lancio del disco - 56,09 m

2012
- 12º in Coppa Europa invernale di lanci ( Bar), lancio del disco - 60,61 m
- 7º al Golden Gala ( Roma), lancio del disco - 59,33 m
- al 17º Meeting Via col... Vento ( Donnas), lancio del disco - 60,51 m

2013
- 6º in Coppa Europa invernale di lanci ( Castellón de la Plana), lancio del disco - 62,22 m
- Bronzo in Coppa dei Campioni per club di atletica leggera ( Vila Real de Santo António), lancio del disco - 59,95 m
- Oro al Memorial Primo Nebiolo ( Torino), lancio del disco - 62,82 m
- 7º agli Europei a squadre ( Gateshead), lancio del disco - 58,02 m

2014
- 13º in Coppa Europa invernale di lanci ( Leiria), lancio del disco - 57,98 m
- 8º all'OTC Thursday Invitational ( Chula Vista), lancio del disco - 60,51 m
- 7º al UC San Diego Triton Invitational ( La Jolla), lancio del disco - 60,87 m
- 6º al XX Adidas/Steve Scott Invitational ( Irvine), lancio del disco - 59,75 m
- Argento in Coppa dei Campioni per club di atletica leggera ( Vila Real de Santo António), lancio del disco - 57,70 m
- Argento al II Trofeo Silvano Simeon ( Tarquinia), lancio del disco - 60,41 m
- al 19º Meeting Via col... Vento ( Donnas), lancio del disco - 62,07 m
- 7º al Rieti Meeting ( Rieti), lancio del disco - 58,78 m

2015
- 12º in Coppa Europa invernale di lanci ( Leiria), lancio del disco - 59,83 m
- 7º al Palio della Quercia ( Rovereto), lancio del disco - 57,53 m